# QUE 94201
Koordinaten: 84° 35′ 26″ S, 162° 16′ 19″ O
Queen Alexandra Range 94201 (kurz QUE 94201) ist ein 1994 in der Antarktis auf der Foggy Bottom Moraine genannten Gletschermoräne im Bereich der Königin-Alexandra-Kette (Ross-Nebengebiet) gefundener Marsmeteorit. QUE 94201 wird klassifiziert als basaltischer Shergottit und ist damit ein Mitglied des SNC-Clans.
Das Pseudonym Foggy Bottom Moraine ist nicht eindeutig, beispielsweise tragen auch der Ureilit QUE 93341 und der H-Chondrit QUE 99434 als Pseudonym die Herkunftsbezeichnung „Foggy Bottom Moraine“ bzw. „E[astern] Foggy Bottom Moraine“.
Ein weiterer in der Nähe gefundener Meteorit ist der EH7-Enstatit QUE 94204.

## Beschreibung
Der Meteorit wurde durch Roberta Score wie folgt beschrieben:
Der kleine, dunkelgraue bis schwarze Stein ist abgerundet und poliert. Die fleckige, bräunlich-schwarze Restschmelzkruste ist schwer von den geschmolzenen, glasigen Körnern auf der Außenfläche zu unterscheiden. Das Innere ist grobkörnig, kristallin und glasig. Es zeigt latten- oder kugelförmigen Einschlüsse aus durchsichtigem oder durchscheinendem Maskelynit sowie mattem oder glasig-schwarzem Pyroxen. Es wurden auch mehrere mafische Bereiche mit einer Größe von bis zu 5 × 4 mm festgestellt. Oxidationsprodukte sind im gesamten Inneren verstreut. Dicke Evaporitminerale (hauptsächlich Sulfate) sind in Form kleiner Flecken konzentriert.
Ein Dünnschnitt des Meteoriten wurde von Brian Mason so charakterisiert:
Der Schnitt zeigt ein grobkörniges Aggregat aus ungleichen Mengen von Pyroxen und Maskelynit, wobei der Maskelynit in Form von bis zu 3,6 mm langen Leisten und das Pyroxen in Form von anhedralen (d. h. xenomorphen) bis subhedralem (d. h. wohl hypidiomorphen, vgl. auch „idiomorph“) Körnern vorliegt. Der Maskelynit hat eine recht einheitliche Zusammensetzung …; das Pyroxen ist Pigeonit mit unterschiedlicher Zusammensetzung …. Der Meteorit ist (daher) ein Shergottit.
Der Anteil an Ferrosilit (FeSiO3) ist 21–69 mol%.
Nahezu gleiche Mengen an Maskelynit (Labradorit-Komposit), begleitet von interstitiellen (die Zwischenräume ausfüllenden) Körnchen aus variablem Pigeonit, machen ca. 90 vol% des Steins aus. Sowohl die Maskelynit-Leisten als auch die Pyroxenkristalle sind in der Regel über einen Millimeter lang. Die extreme Zonierung des Pyroxens und das ungewöhnliche Muster der Seltenen Erden (rare-earth element, REE) deuten darauf hin, dass seine mineralogische Zusammensetzung in einer Magma – vermutlich in unmittelbarer Nähe der Marsoberfläche – recht schnell abgekühlt ist. Es wurden mehrere zusätzliche Nebenphasen identifiziert – Phosphate (~ 5 vol%) sowie Silikate, Oxide und verschiedene Opaker. Dazu gehören auch winzige Schmelzeinschlüsse in reliktischen Plagioklaskörnern.

## Bedeutung
Interessant ist die oben beschriebene Identifikation von Evaporit. Wie der Name andeutet (lateinisch evaporo ‚ausdampfen‘, ‚ausdünsten‘) wir damit ein chemisches Sedimentgestein bezeichnet, das sich auf der Erde bei aridem Klima in Meeres- oder Seebecken durch Ausfällung aufgrund einer verdunstungsbedingten Übersättigung des Wassers an gelösten Mineralen bildet (siehe: Evaporit).
Das Vorkommen dieses Minerals ist also verträglich mit der Annahme, dass es zur Entstehungszeit dieses Marsgesteins phasenweise so viel Wasser auf dem Mars für die Bildung dieses Minerals gab, was auch durch andere Marsmeteoriten wie NWA 7034 („Black Beauty“) belegt wird.
Rückschlüsse auf das Paläo-Marsklima (inklusive früherem Wasservorkommen) anhand von Shergottiten im Allgemeinen werden in Wang & Hu (2020) erörtert, darunter der Meteorit Shergotty selbst, aber auch andere wie QUE 94201, EETA 79001, NWA 8159, Los Angeles, Tissint, Zagami und ALH 77005.

## Weiterführende Literatur
- Lars E. Borg, Larry E. Nyquist, Larry A. Taylor, Henry Wiesmann, Chi-Y. Shih: Constraints on Martian differentiation processes from Rb–Sr and Sm–Nd isotopic analyses of the basaltic shergottite QUE 94201. In: Geochimica et Cosmochimica Acta, Band 61, Nr. 22, November 1997, S. 4915–4931; doi:10.1016/S0016-7037(97)00276-7 (englisch).